# Styggebrekkufsa
Styggebrekkufsa (norwegisch für Gefährlicher Abhang) ist ein Kliff im ostantarktischen Königin-Maud-Land. Im Mühlig-Hofmann-Gebirge überragt es den zentralen Teil des Austre Skorvebreen auf.
Norwegische Kartographen gaben dem Kliff seinen Namen und kartierten es anhand von Vermessungen und Luftaufnahmen der Dritten Norwegischen Antarktisexpedition (1956–1960).